# Palazzo Pignatelli di Monteroduni
Il Palazzo Pignatelli di Monteroduni è un edificio di valore  storico e architettonico di Napoli, sito in vico Monteroduni.

## Storia
Il palazzo in questione venne certamente eretto nel XVII secolo, in quanto la prima notizia di cui siamo a conoscenza su di esso ci viene offerta da Antonio Galluccio, il quale nel 1695 riferendosi agli edifici confinanti con il Palazzo Cellammare, allora in vendita, dopo esser stato incamerato dal demanio vicereale per l'estinzione della famiglia Carafa di Stigliano ed eredi, ci parla dei giardini delle case del Reggente Iacca, erede di Giovanni De Martis. Cosa che ci fa pensare che tal Luca Iacca fosse almeno il secondo proprietario nella storia dell'edificio. Costui nel 1696 partì per Madrid, dopo esser stato nominato Reggente del Consiglio d'Italia presso la Corte di Spagna, e, presumibilmente, mise in vendita il palazzo che fu acquistato dai Pignatelli, principi di Monteroduni. Nel 1722  i Padri della Mercede concessero in censo perpetuo al principe Luigi i due confinanti giardini con le annesse case, cosa che permise di costruire la grande terrazza - che ancora oggi delimita su tre lati il cortile grande - con le annesse stalle e rimesse. All'epoca il palazzo era costituito dal primo piano, dal secondo, da metà terzo e da dei giardini retrostanti. Ai tempi del Catasto francese è rilevato come ancora di proprietà della famiglia Pignatelli di Monteroduni. Solo nel 1853 venne completato il terzo piano; mentre nel 1884 un atto notarile del notaio Maddalena certificò la vendita dell'intero palazzo dalle mani del principe Giovanni Pignatelli (1858-1911) a quelle del marchese Nunziante di San Ferdinando, il quale negli anni seguenti portò a termine un grande restauro che fruttò il quarto e ultimo piano del palazzo e la trasformazione di stalle e rimesse in appartamenti. Negli anni '50 del '900 gli eredi dei Nunziante vendettero al costruttore Giovagnoni un'ampia porzione del giardino per costruirci un edificio, progettato da Ferdinando Chiaramonte.
Il palazzo oggi è un condominio ben conservato.
L'ingresso da vico Monteroduni è caratterizzato da due colonne di marmo con capitelli ionici. A seguire, vi è l'androne sulla cui volta è affrescato lo stemma dei Pignatelli. A destra un vano chiuso porta alla scala di rappresentanza, che presenta alla base un curioso mascherone antropomorfo in piperno con la funzione passata di spegni-torcia.

## Altre immagini

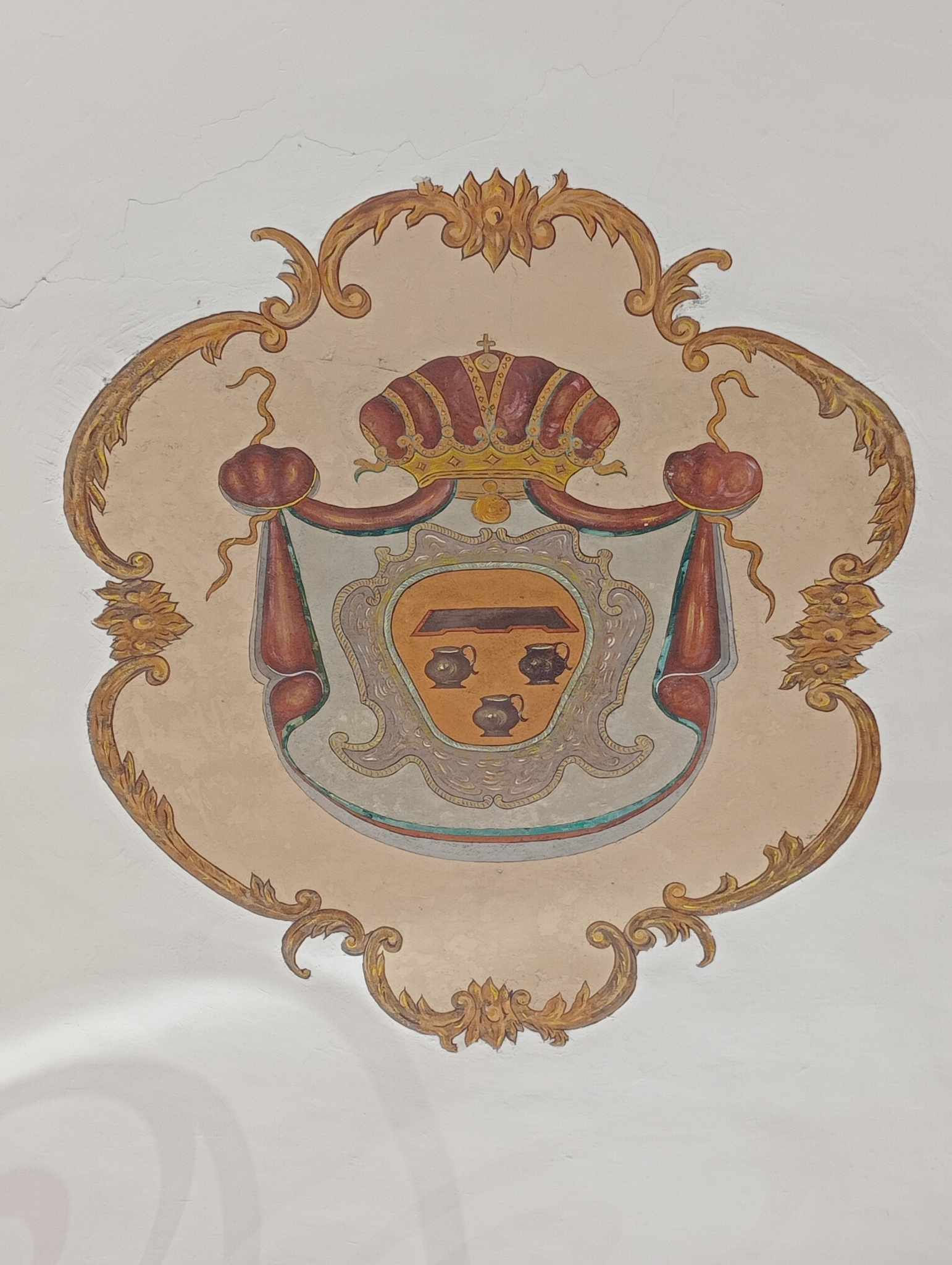
Lo stemma del casato dei Pignatelli dipinto sulla volta dell'androne